# Kent Finell

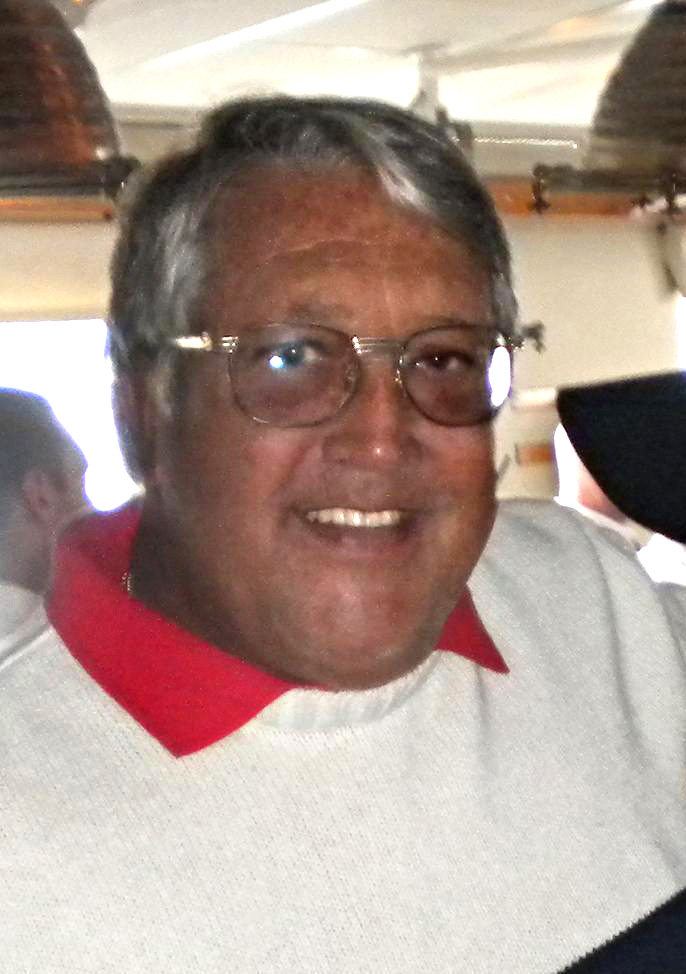
Kent Finell en 2011.

Kent Finell (Karlstad, 12 de julio de 1944-Estocolmo, 27 de agosto de 2013) fue un presentador de radio sueco. Fue más conocido por albergar el programa Svensktoppen de Sveriges Radio en los periodos 1973-1975, 1979-1980 y 1987-2002.
Se unió a Sveriges Radio en 1965 como reportero. En 1969 se trasladó a Estocolmo, donde fue contratado por la SR como productor del departamento de entretenimiento de la radio. Desde 1973, era conocido por albergar programas de radio como Svensktoppen, que albergó durante 21 años entre 1973 hasta 2002. Él también proporcionó a SR comentarios radiales del Festival de la Canción de Eurovisión entre 1978 hasta 1980 y desde 1982 hasta 1983 y nuevamente en 1989.